# David Huddleston
David William Huddleston (Vinton, 17 settembre 1930 – Santa Fe, 2 agosto 2016) è stato un attore statunitense.

## Biografia
Nato nello stato della Virginia, figlio di Ismay Hope e Lewis Melvin Huddleston, studiò all'Accademia americana di arti drammatiche, e partecipò a diverse serie televisive come Vita da strega. Noto caratterista, recitò in oltre 140 film tra cinema e televisione. È principalmente ricordato per film come La storia di Babbo Natale - Santa Claus (1985) e Il grande Lebowski (1998), oltre ai ruoli nei film della coppia formata da Bud Spencer e Terence Hill, vale a dire quello dell'irascibile capitano McBride ne I due superpiedi quasi piatti (1977) e quello del fantomatico capo della CIA di Miami, denominato "Tigre", in Nati con la camicia (1983).

## Filmografia

### Cinema
- Black Like Me, regia di Carl Lerner (1964)
- Slaves, regia di Herbert Biberman (1969)
- Norwood, regia di Jack Haley Jr. (1970)
- Rio Lobo, regia di Howard Hawks (1970)
- L'uomo dinamite (Fools' Parade), regia di Andrew V. McLaglen (1971)
- Ti combino qualcosa di grosso (Something Big), regia di Andrew V. McLaglen (1971)
- Cattive compagnie (Bad Company), regia di Robert Benton (1972)
- Country Blue, regia di Jack Conrad (1973)
- La mia pistola per Billy (Billy Two Hats), regia di Ted Kotcheff (1974)
- Luna di miele fatale (Nightmare Honeymoon), regia di Elliot Silverstein (1974)
- Mezzogiorno e mezzo di fuoco (Blazing Saddles), regia di Mel Brooks (1974)
- È una sporca faccenda, tenente Parker! (McQ), regia di John Sturges (1974)
- L'uomo del Klan (Klansman), regia di Terence Young (1974)
- Io non credo a nessuno (Breakheart Pass), regia di Tom Gries (1975)
- I due superpiedi quasi piatti, regia di Enzo Barboni (1977)
- Io sono il più grande (The Greatest), regia di Tom Gries (1977)
- Il più grande amatore del mondo (The World's Greatest Lover), regia di Gene Wilder (1977)
- Capricorn One , regia di Peter Hyams (1977)
- Zero to Sixty, regia di Don Weis (1978)
- Gorp, regia di Joseph Ruben (1980)
- Una canaglia a tutto gas (Smokey and the Bandit II), regia di Hal Needham (1980)
- Nati con la camicia, regia di Enzo Barboni (1983)
- La storia di Babbo Natale - Santa Claus (Santa Claus), regia di Jeannot Szwarc (1985)
- Frantic, regia di Roman Polański (1988)
- Cercasi superstar (Life with Mikey), regia di James Lapine (1993)
- Qualcosa di cui... sparlare (Something to Talk About), regia di Lasse Hallström (1995)
- A casa di Joe (Joe's Apartment), regia di John Payson (1996)
- The Man Next Door, regia di Rod C. Spence (1997)
- Il grande Lebowski (The Great Lebowski), regia di Joel Coen ed Ethan Coen (1998)
- G-Men from Hell, regia di Christopher Coppola (2000)
- Reveille, regia di Adam Montierth (2004)
- The Producers - Una gaia commedia neonazista (The Producers), regia di Susan Stroman (2005)
- Postal, regia di Uwe Boll (2007)
- Locker 13, regia di Bruce Dellis (2014)

### Televisione
- Vita da strega (Bewitched) – serie TV, episodio 7x24 (1971)
- Bonanza – serie TV, episodio 13x03 (1971)
- Charlie's Angels – serie TV, episodio 1x05 (1976)
- Sherlock Holmes a New York (Sherlock Holmes in New York), regia di Boris Sagal – film TV (1976)
- Magnum, P.I. – serie TV, episodio 6x07 (1985)
- La signora in giallo (Murder, She Wrote) – serie TV, episodio 6x12 (1990)
- Colombo (Columbo) – serie TV, episodio 9x02 (1990)
- Blue Jeans – serie TV, 4 episodi (1990-1992)
- Lucky Luke – serie TV, episodio 1x02 (1992)
- Una mamma per amica (Gilmore Girls) – serie TV, episodi 1x08-1x16 (2000-2001)
- West Wing - Tutti gli uomini del Presidente (The West Wing) – serie TV, episodio 3x21 (2002)
- C'è sempre il sole a Philadelphia (It's Always Sunny in Philadelphia) – serie TV, episodio 6x13 (2009)

## Doppiatori italiani
Nelle versioni in italiano delle opere in cui ha recitato, David Huddleston è stato doppiato da:
- Renato Mori in Nati con la camicia, Frantic, Star Trek: The Next Generation, Qualcosa di cui... sparlare
- Alessandro Sperlì in Mezzogiorno e mezzo di fuoco, Charlie's Angels
- Sergio Fiorentini in Capricorn One, Il grande Lebowski
- Glauco Onorato in Alla conquista del West, Cercasi superstar
- Michele Malaspina in È una sporca faccenda, tenente Parker!
- Ferruccio Amendola ne I due superpiedi quasi piatti
- Vittorio Congia ne Il più grande amatore del mondo
- Carlo Baccarini ne La storia di Babbo Natale
- Sandro Pellegrini ne Il ritorno di Colombo
- Alvise Battain in La signora in giallo
- Sandro Iovino in Lucky Luke
- Michele Gammino in The Producers - Una gaia commedia neonazista
- Paolo Lombardi in Jericho
- Gianni Musy in C'è sempre il sole a Philadelphia